# Сан Мартино Вале Каудина
Сан Мартѝно Ва̀ле Каудѝна (на италиански: San Martino Valle Caudina) е малко градче и община в Южна Италия, провинция Авелино, регион Кампания. Разположено е на 315 m надморска височина. Населението на общината е 4785 души (към 2010 г.).